# Гончарова, Александра Васильевна
Алекса́ндра Васи́льевна Гончаро́ва (1 апреля 1888 — 1969) — русская актриса, одна из первых актрис российского немого кино.

## Биография
С 1907 года играла в театральной труппе Введенского народного дома. В 1908 году была вместе с труппой приглашена Ханжонковым участвовать в съёмках фильмов «Песнь про купца Калашникова» и «Русская свадьба XVI столетия». Всего за период с 1908 по 1914 год снялась в двух десятках фильмов, в числе которых «Ванька-ключник» (1909), «Русалка» (1910), «Пиковая дама» (1910), «Оборона Севастополя» (1911).
Скончалась в 1969 году, была похоронена на Даниловском кладбище.

## Фильмография
- 1909 — Песнь про купца Калашникова — жена купца
- 1909 — Русская свадьба XVI столетия — боярышня
- 1909 — Боярин Орша — дочь боярина
- 1909 — Ванька-ключник — сенная девушка
- 1909 — Мёртвые души — дама просто приятная
- 1910 — Вадим — Ольга
- 1910 — Пиковая дама — Лиза
- 1910 — Русалка — Наташа
- 1911 — Евгений Онегин
- 1911 — На бойком месте — Аннушка
- 1911 — Оборона Севастополя
- 1912 — Крестьянская доля — Маша
- 1916 — Барышня-крестьянка — Лиза